# Latin in a Satin Mood
Latin in a Satin Mood — студийный альбом американской певицы Джули Лондон, выпущенный в 1963 году на лейбле Liberty Records. Продюсером альбома выступил Снафф Гарретт, аранжировщиком — Эрни Фриман.

## Отзывы критиков
Ник Дедина из AllMusic заявил, что это неплохой альбом — Лондон звучит непринужденно и уверенно, — но, по его мнению, её меланхолическое эмоциональное исполнение подходит больше для боссановы, чем для карибской латинской музыки.

## Список композиций
| №  | Название          | Автор(ы)                               | Длительность |
| -- | ----------------- | -------------------------------------- | ------------ |
| 1. | «Frenesi»         | Альберто Домингес                      | 2:22         |
| 2. | «Be Mine Tonight» | Агустин Лара                           | 2:32         |
| 3. | «Yours»           | Гонсало Роиг, Альберт Гамсе, Джек Шерр | 2:38         |
| 4. | «Bésame Mucho»    | Консуэло Веласкес                      | 2:07         |
| 5. | «Adios»           | Энрик Мадригера                        | 2:30         |
| 6. | «Sway»            | Луис Деметрио, Пабло Белтран Руис      | 2:33         |

| №                   | Название                 | Автор(ы)                                           | Длительность |
| ------------------- | ------------------------ | -------------------------------------------------- | ------------ |
| 1.                  | «Perfidia»               | Альберто Домингес                                  | 2:28         |
| 2.                  | «Come Closer to Me»      | Освальдо Фаррес                                    | 1:55         |
| 3.                  | «Amor»                   | Габриэль Руис, Рикардо Лопес Мендес, Санни Скайлар | 2:42         |
| 4.                  | «Magic Is the Moonlight» | Мария Гревер, Шарль Паскаль                        | 2:22         |
| 5.                  | «You Belong to My Heart» | Агустин Лара                                       | 2:48         |
| 6.                  | «Vaya con Dios»          | Ларри Расселл, Инес Джеймс, Бадди Пеппер           | 2:38         |
| Общая длительность: | Общая длительность:      | Общая длительность:                                | 30:27        |